# Krita
Krita (ehemals KImageshop und Krayon) ist ein freies Zeichenprogramm von KDE. Es war einige Zeit Teil des Office-Pakets KOffice und ist ab Version 2.4 Teil der Calligra Suite. Krita ist hauptsächlich als Malprogramm konzipiert, enthält aber auch Funktionen zur Bildbearbeitung. Krita steht für Windows, Linux, Haiku (Betriebssystem) und macOS zur Verfügung.

## Geschichte
Nachdem Versuche fehlgeschlagen waren, eine auf Qt basierende KDE-Variante von GIMP zu entwickeln, schlug Matthias Ettrich am 24. Mai 1999 vor, ein Bildbearbeitungsprogramm von Grund auf neu zu entwickeln.
Im Januar 2002 musste dann der ursprüngliche Name KImageshop auf Drängen eines Anwalts geändert werden – das Projekt nannte sich fortan Krayon. 2003 verlief die Entwicklung nur schleppend, bis sich im Oktober eine neue Gruppe von Entwicklern zusammenfand, welche die Entwicklung des Programms unter dem Namen Krita (schwedisch für Kreide) fortführte.
Am 21. Juni 2005 wurde die erste Version von Krita zusammen mit KOffice 1.4 veröffentlicht.
Seit 2014 wird die Entwicklung durch jährliche Finanzierungskampagnen auf der Crowdfunding-Plattform Kickstarter finanziert, beginnend mit Version 2.9. So konnten in Vollzeit arbeitende Mitarbeiter angestellt werden, die an Performance-Optimierungen arbeiten.

## Maskottchen
Es gibt ein Maskottchen für Krita, Kiki the Cyber Squirrel („Kiki das Cyber-Eichhörnchen“) oder kurz Kiki. Erstmals war es 2013 auf einem Booklet zu Krita Version 2.6 zu sehen. Die Figur des Eichhörnchens wurde gewählt, da albanisch krita „Eichhörnchen“ bedeutet. Ab Version 2.8 taucht Kiki in den Eingangsbildern von Krita auf. 
Kiki besitzt kein festgelegtes Design, seine Gestalt verändert sich mit jeder neuen Hauptversion von Krita. Die Figur wurde ursprünglich von Tyson Tan geschaffen.

## Besonderheiten des Programms
Ab Version 1.5 unterstützt Krita die Farbräume RGB (8 bit, 16 bit und 32 bit), LAB (16 bit), Grayscale (8 bit und 16 bit) und auch CMYK (8 bit und 16 bit). Auch unterstützt Krita das OpenEXR-Format nativ und kann für die Bearbeitung von HDR-Bildern in diesem Format eingesetzt werden.